# Врахнос, Василиос
Василиос Врахно́с (греч. Βασίλειος Βραχνός; 1887, Нафплион — 7 марта 1971, Афины) — генерал-лейтенант греческой армии. В качестве комдива 1-й пехотной дивизии занимает заметное место в историографии итало-греческой войны (1940—1941).

## Биография
Родился в городе Нафплион в 1887 году.
Окончив юридический факультет Афинского университета, вступил в греческую армию. Принял участие в Балканских войнах и Первой мировой войне.
В Украинском походе греческой армии (1919), в звании лейтенанта, командовал 3-й пулемётной ротой 1-го полка 2-й дивизии, а затем пехотной ротой 34-го полка той же дивизии.
Врахнос принял участие в Малоазийском походе греческой армии (1919—1922). После того, как правительство монархистов привело армию к поражению и нацию к Малоазийской катастрофе, Врахнос, будучи монархистом, был демобилизован в 1923 году.
Вместе с 300 другими офицерами монархистами, был отозван в армию в 1927 году:421.
Итало-греческую войну (1940—1941) встретил в звании генерал-майора, командуя 1-й пехотной дивизией. Командуя своей дивизией внёс существенный вклад в греческую победу в Сражении на Пинде. Греческая армия отразила итальянское нападение и перенесла военные действия на территорию Албании. Продолжающиеся греческие победы, неудачное Итальянское весеннее наступление и вырисовывавшаяся опасность занятия греческой армией порта Авлона, вынудили Гитлеровскую Германию вмешаться.
В последовавшие годы тройной, германо-итало-болгарской, оккупации Греции, Врахнос был одним из организаторов организации Сопротивления «Неизвестная Дивизия».
Организация была немногочисленной и состояла только из офицеров. Врахнос был арестован оккупационными властями и отправлен в Германию. Освобождён союзниками в 1945 году.
Будучи отозван в армию, он был повышен в звание генерал-лейтенанта в 1946 году, и ушёл в отставку в 1948 году. Он был избран депутатом парламента в 1951 и 1952 годах с партией Национальный Радикальный Союз Александра Папагоса, который был командующим армии в период 1940—1941 годов. Он также был кратковременно заместителем министра внутренних дел с 16 апреля по 15 декабря 1954 года в правительстве Национального Радикального Союза.
Генерал Врахнос умер 7 марта 1971 года в Афинах, во сне, вместе с женой от утечки в трубопроводе газа.
Свои мемуары генерал Врахнос оставил незавершёнными.